# Église réformée évangélique du canton de Neuchâtel
Pour les articles homonymes, voir EREN.
L'Église réformée évangélique du canton de Neuchâtel (EREN) est une Église protestante membre de l'Église évangélique réformée de Suisse. Elle est une des trois Églises chrétiennes reconnues par la constitution du canton de Neuchâtel.

## Histoire
Guillaume Farel, le réformateur de Neuchâtel, peut être considéré comme son fondateur. En effet, Neuchâtel passe à la Réforme protestante dès 1530.
Après la Révolution de 1848 à Neuchâtel, l'Église réformée se scinde en deux Églises : nationale et indépendante.
L'EREN actuelle est née en 1943 de la fusion de l'Église nationale du canton de Neuchâtel et de l'Église évangélique neuchâteloise indépendante de l'État.

## Structure
L'Église réformée évangélique du canton de Neuchâtel est composée de neuf paroisses, elles-mêmes découpées en lieux de vie :
- BARC: communes de Milvignes (Auvernier, Bôle, Colombier) et Rochefort ;
- La Chaux-de-Fonds: communes de La Chaux-de-Fonds, Les Planchettes, La Sagne ;
- Côte: commune de Neuchâtel, uniquement les localités de Peseux et Corcelles-Cormondrèche ;
- Entre-deux-Lacs: communes Cornaux, Cressier, Le Landeron, Laténa (localités de Saint-Blaise,Enges, Hauterive et ancienne commune de La Tène) et Lignières ;
- Hautes-Joux: communes de Le Locle (Le Locle et Les Brenets), La Brévine, La Chaux-du-Milieu, Le Cerneux-Péquignot, Les Ponts-de-Martel, Brot-Plamboz ;
- Joran: communes de Boudry, Cortaillod, La Grande-Béroche (avec des temples à Bevaix et Saint-Aubin) ;
- Neuchâtel (terrotoire communal, avec Chaumont, mais sans Corcelles-Cormondrèche, Peseux et Valangin) ;
- Val-de-Ruz: commune de Val-de-Ruz et commune de Neuchâtel, uniquement la localité de Valangin ;
- Val-de-Travers (Val-de-Travers, La Côte-aux-Fées, Les Verrières).

## Personnalités
- Guillaume Farel
- Pierre Robert Olivétan
- Jean-Frédéric Ostervald
- Jonas de Gélieu
- Frédéric Godet
- Jules Humbert-Droz
- Pierre Bühler
- Denis Müller